# Loodruglijster
De loodruglijster (Turdus reevei) is een zangvogel uit de familie lijsters (Turdidae).

## Verspreiding en leefgebied
Deze soort komt voor in Ecuador en Peru.